# Ring 0
Der belgische Ring 0, auch (äußerer) Brüsseler Ring (französisch Ring de Bruxelles, niederländisch Grote Ring rond Brussel) genannt, ist eine 75 km lange Stadtautobahn um die belgische Hauptstadt Brüssel. Die R0 beginnt am Leonardkruispunt im Südosten von Brüssel im Übergang von der A4 von Arlon bzw. Luxemburg. Nach und nach folgen Knotenpunkte mit den Autobahnen A3, aus Richtung Lüttich und Aachen (Deutschland), A201 aus Richtung Flughafen und A1 aus Richtung Breda (Niederlande), am Kreuz Zaventem sowie am Kreuz Machelen. Am Kreuz Strombeek-Bever schließt die A12 aus Richtung Antwerpen an. Vom Kreuz Groot-Bijgaarden führt die A10 in Richtung Ostende an der belgischen Küste. Im Südwesten zweigt die Autobahn A8 Richtung Tournai und Lille (Frankreich) ab.
Der südliche Teil des R0 liegt recht weit außerhalb Brüssels und fungiert deshalb trotz seiner Widmung als Ring eher als Autobahn, die den Durchgangsverkehr auf den östlichen und westlichen Teil des restlichen Ringes aufteilt. Effektiv hat Brüssel somit keinen südlichen Autobahnring. 
Das im Süden liegenden Kreuz Haut-Ittre führt die A7 in Richtung Paris. Der Autobahnring endet in der Nähe von Waterloo. Pro Tag verkehren auf dem Ring pro Kilometer im Schnitt etwa 170.000 Fahrzeuge, was dazu führt, dass der Ring zur Hauptverkehrszeit meistens komplett überlastet ist.
In Brüssel existiert auch ein innerer Ring. Der „kleine Ring“ bzw. „petite ceinture“ verläuft auf dem Gebiet der ehemaligen Stadtmauer und ist als breite Straße sowie als Tunnel gut ausgebaut.

## Bilder

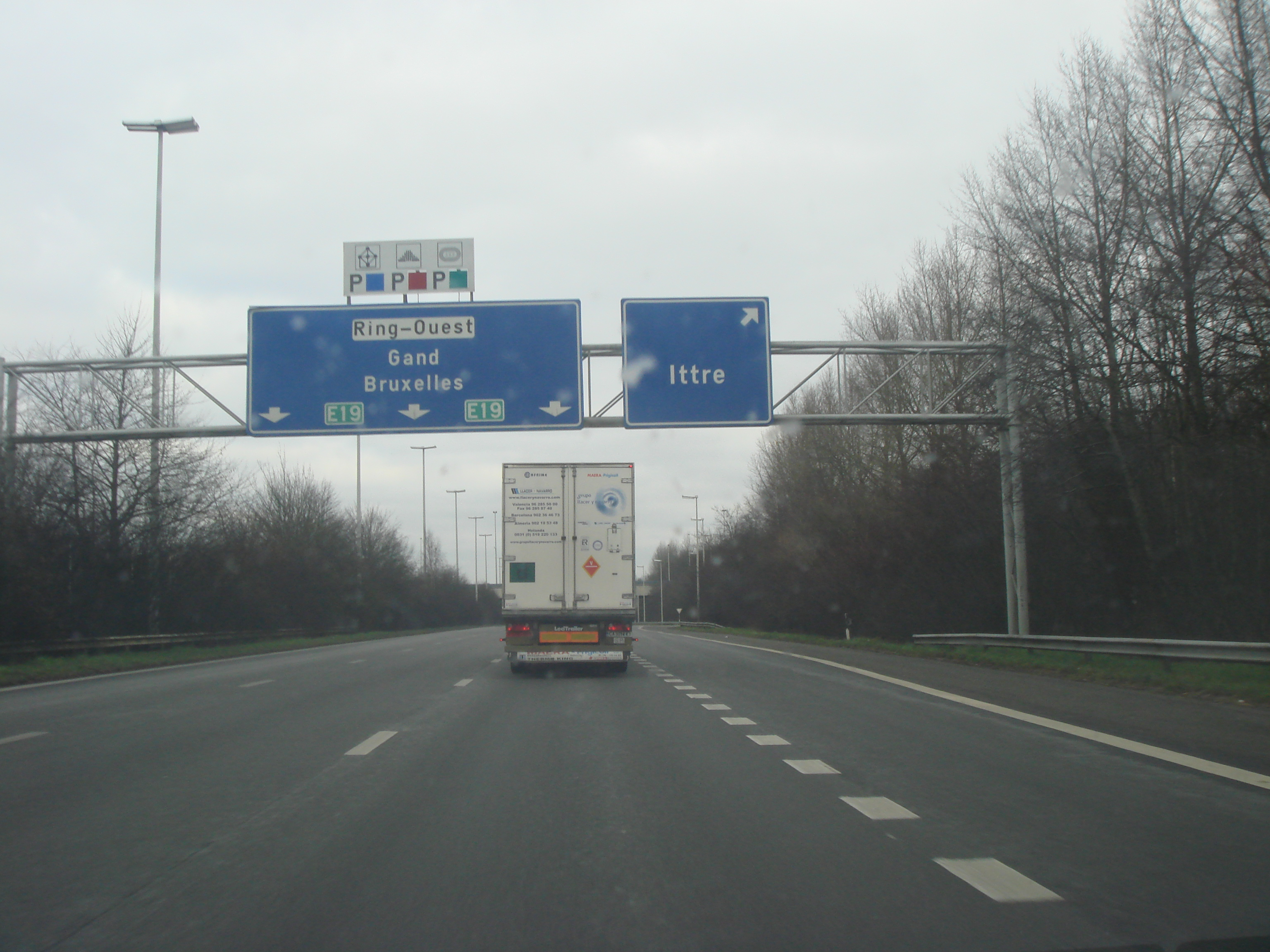
Kreuz Haut-Ittre
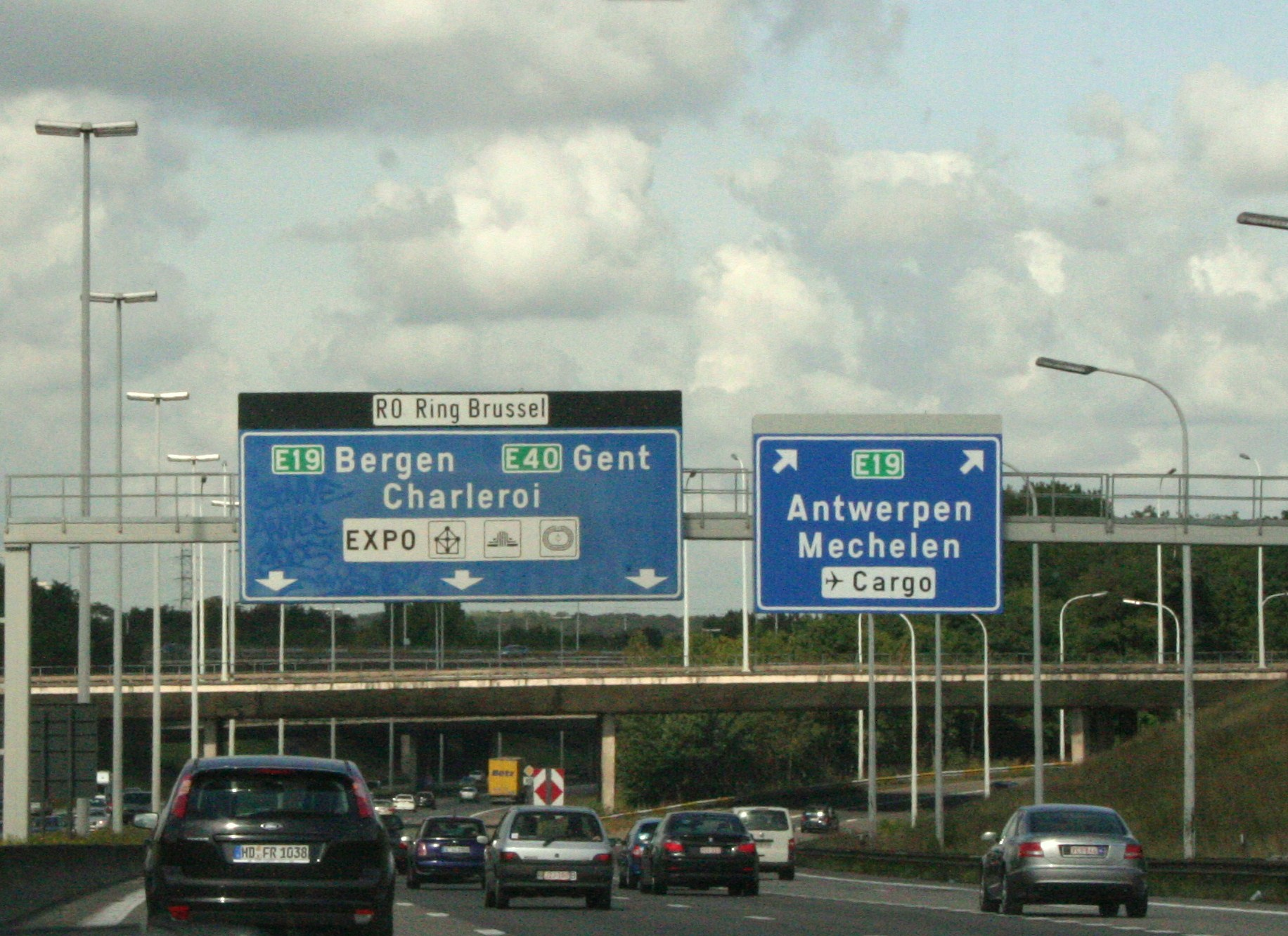
Die R0 bei Machelen
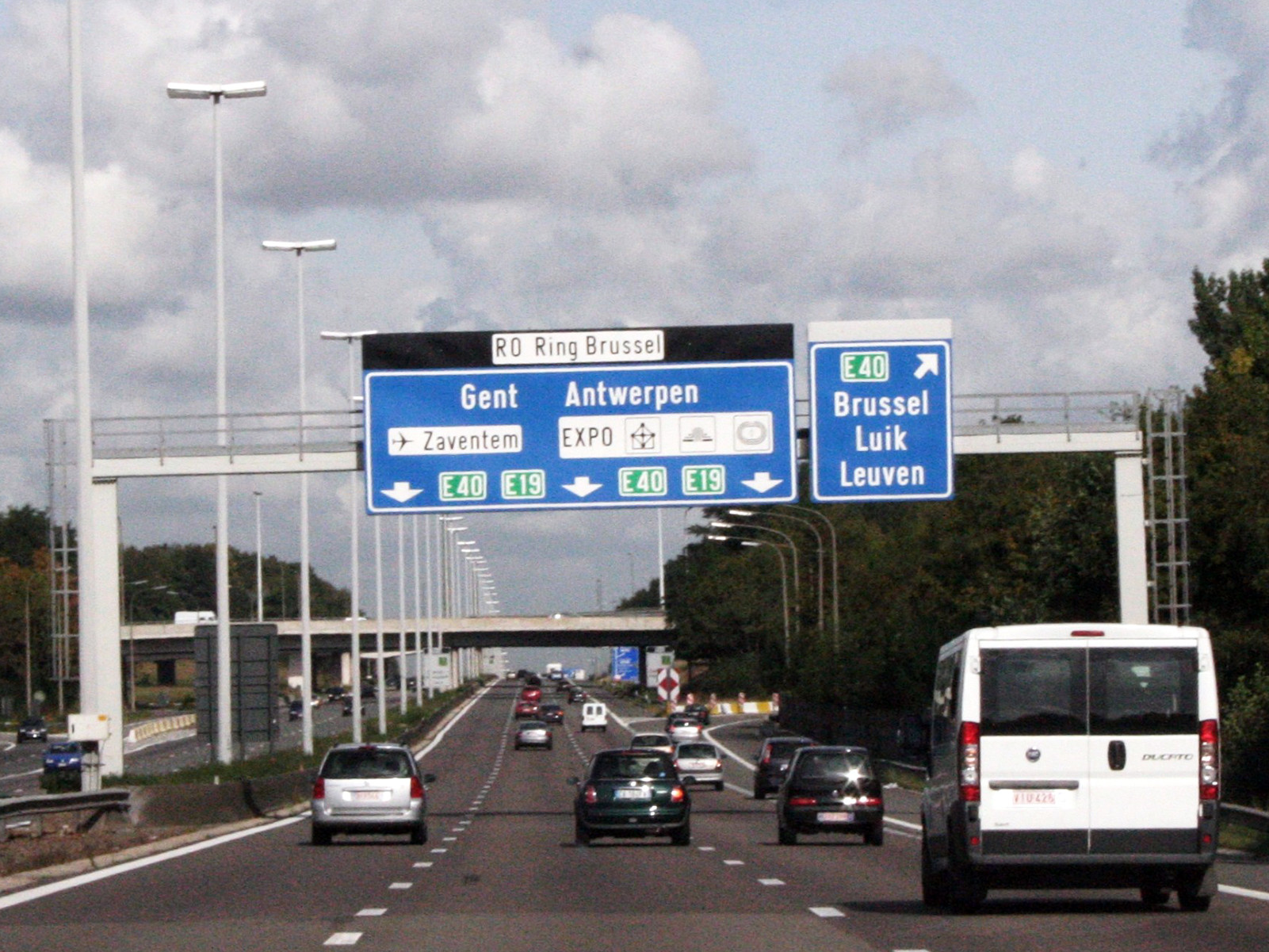
Kreuz Sint-Stevens-Woluwe
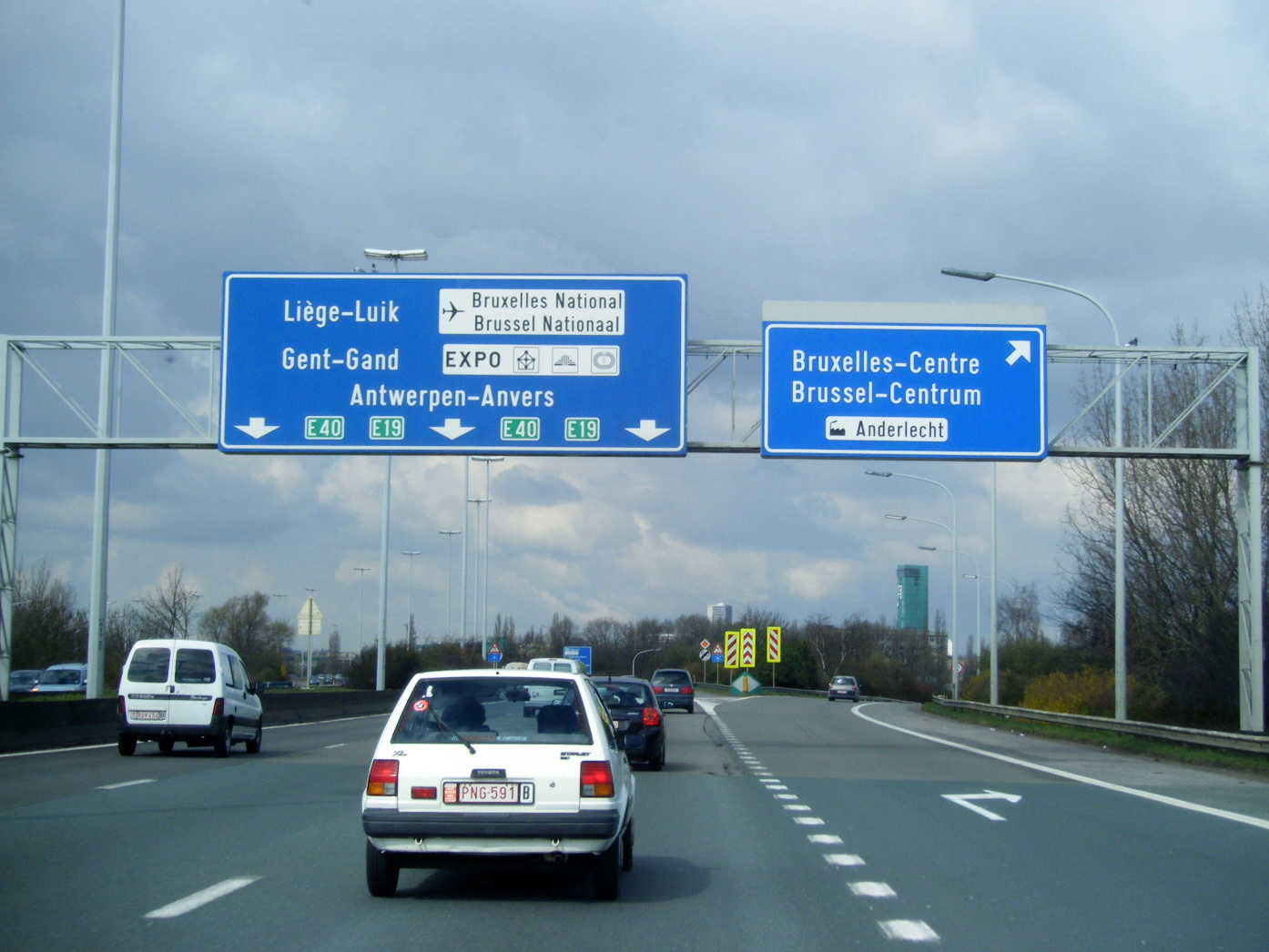
Ring West bei Anderlecht